# Peponium boivinii
Peponium boivinii är en gurkväxtart som beskrevs av Adolf Engler. Peponium boivinii ingår i släktet Peponium och familjen gurkväxter. Inga underarter finns listade i Catalogue of Life.